# Белорусский союз композиторов
Общественное объединение «Белорусский союз композиторов» — творческая организация, объединяющая композиторов и музыковедов, проживающих как в Республике Беларусь, так и за ее пределами, правопреемник Союза композиторов БССР.
До 1992 года эта общественная организация входила составной частью в Союз композиторов СССР; с 1999 года она окончательно оформилась как независимый и самостоятельный Белорусский союз композиторов.

## История

### Становление
Фундамент Белорусского союза композиторов был заложен в середине 1920-х годов. 5 июня 1926 года в республике было создано Общество драматических писателей и композиторов, а в 1928 году при нём была создана специальная секция композиторов. К 23 марта 1932 года, когда вышло Постановление Политбюро ЦК ВКП(б)"О перестройке литературно-художественных организаций", секция насчитывала всего 14 человек.
Первым шагом к созданию Союза композиторов Беларуси стал Протокол от 2 июля 1933 года «О создании автономной секции композиторов при Оргкомитете Союза писателей». Эта дата считается точкой отсчёта в деятельности Белорусского союза композиторов.
Оформление композиторской секции было поручено заместителю наркома народного образования Хацкелю Дунцу и писателю Михасю Лынькову.
Со стороны композиторов эту деятельность, начиная с 1932 года, инициировал и координировал Исаак Любан, который являлся первым председателем Союза советских белорусских композиторов до 1937 года.
В 1934 году состоялась I Всебелорусская конференция композиторов, в соответствии с решением которой композиторская секция при Союзе писателей была переименована в Оргкомитет Союза композиторов Белоруссии.
Согласно официальному справочнику СК БССР, Союз советских композиторов Белоруссии оформился как самостоятельная организация в 1938 году, когда председателем правления стал Анатолий Васильевич Богатырёв. Документальная история Союза начинается с 28 апреля 1943 года, когда белорусские композиторы, успевшие эвакуироваться из оккупированного Минска, возобновили свою деятельность в Москве.

В справочнике-путеводителе «Минск», изданном в 1956 году, датой основания Союза композиторов БССР указывается 1948 год. «В 1948 году, в связи с проведением первого Всесоюзного съезда композиторов СССР и первого Белорусского республиканского съезда композиторов, был создан Союз композиторов Белорусской ССР», — говорится в этом источнике.
Действительно, Первый съезд Союза композиторов Белоруссии открылся в Минске 27 ноября 1947 года. Он избрал делегатов на Первый съезд Союза композиторов СССР, который состоялся 19—25 апреля 1948 года в Москве. С этого момента начался период относительно стабильного развития организации.

### Борьба с формализмом и послевоенная трансформация
Остро и болезненно в Союзе композиторов БССР прошла кампания по борьбе с «космополитами» и «формалистами». Основные события разыгрались на открытом партийном собрании, которое состоялось в Белорусской государственной консерватории 10-11 марта 1949 года. Его итоги 19 марта были обнародованы в газете «Літаратура і мастацтва» под заголовком «Бязродныя касмапаліты і іх абаронцы ў музыказнаўстве». В результате Анатолий Васильевич Богатырёв, на протяжении 11 лет возглавлявший Союз композиторов БССР, покинул пост председателя правления, а его место в 1950 году занял Евгений Карлович Тикоцкий, возглавлявший Союз композиторов БССР до 1963 года.
C 1966 года и вплоть до своей кончины в 1978 году Союз композиторов БССР возглавлял фольклорист Григорий Романович Ширма.
В 1980 году председателем правления стал Игорь Михайлович Лученок. Он находился в этой должности на протяжении 38 лет.

### Постсоветская эпоха
В первые десятилетия независимости организация с большим трудом приспосабливалась к наступившим переменам. Просторное помещение по адресу площадь Свободы, 17, где Союз композиторов располагался в течение полувека, было утрачено, и только чудом удалось арендовать небольшую комнатушку по адресу Революционная 8, в которой с 2017 года вновь проводятся концерты.
2 марта 2019 года состоялся XVII Внеочередной съезд Белорусского союза композиторов, на котором были внесены изменения в Устав и избрано новое руководство в лице композитора и общественного деятеля Елены Атрашкевич.

## Членство
Список членов белорусского союза композиторов
По Уставу, членство в Белорусском союзе композиторов является индивидуальным. Членами союза могут быть граждане и лица без гражданства, которым исполнилось 18 лет, имеющие законченное высшее композиторское или музыковедческое, в исключительных случаях - музыкально-исполнительское образование, осуществляющие творческую деятельность и уплачивающие членские взносы.
В порядке исключения в Союз композиторов был принят не имевший даже среднего музыкального образования Владимир Мулявин.
В июне 2019 года членский билет Белорусского союза композиторов был вручен известному композитору-песеннику Олегу Молчану, у которого также не было законченного высшего консерваторского образования.

## Структура
На 6 ноября 2019 года в Белорусском союзе композиторов состоит 92 композитора и 23 музыковеда.
Все текущие и стратегические вопросы решает Правление в составе 13 человек во главе с Виктором Кистенем.
Контроль за финансами осуществляет Ревизионная комиссия из 4 человек во главе с заслуженным деятелем искусств БССР (1974) Виктором Войтиком.
В составе Белорусского союза композиторов имеется 6 секций:
- Эстрадно-песенная (руководитель Елена Атрашкевич[бел.])
- Детско-юношеская (руководитель Алина Безенсон)
- Музыковедческая (руководитель Наталья Ганул)
- Международных связей (руководитель Дмитрий Лыбин)
- Музыкальных проектов (руководитель Константин Яськов)
- Информационная (руководитель Виктор Кистень)

Союз композиторов не имеет региональных филиалов, хотя значительная часть композиторов постоянно проживает в областных центрах Республики Беларусь, а также в России, США, Израиле, Германии, Франции, Испании, Польше и других странах.

## Деятельность
Основным направлением деятельности Белорусского союза композиторов является популяризация белорусской музыки. В частности, установление тесных творческих связей с ведущими музыкальными коллективами и исполнителями.
В сентябре 2019 года главный дирижёр Государственного академического симфонического оркестра Республики Беларусь, народный артист Беларуси Александр Анисимов был награждён почётной грамотой Белорусского союза композиторов за концертные программы из музыки белорусских композиторов.
Хорошо налажены связи с музыкальными школами, в частности, с Детской музыкальной школой искусств № 10 имени Е. А. Глебова (г. Минск).
И, конечно же, «Творческие вечера» в помещении Белорусского союза композиторов, которые проводятся совместно с Белорусским радио и транслируются в социальных сетях и на сайте Первого канала. С октября 2017 по март 2019 года состоялось более 60 мероприятий, в том числе Академия АРТемп. Гостями небольшого зала Союза композиторов стал дирижёр Александр Анисимов, лауреаты международных конкурсов пианисты Иосиф Сергей, Тимур Сергееня, солисты Национального академического Большого театра оперы и балета Республики Беларусь Ирина Кучинская, Юрий Городецкий, виолончелист Микаэл Самсонов. Со своими произведениями выступили белорусские композиторы Алина Безенсон, Валерий Воронов, Александр Литвиновский, Олег Молчан, Ольга Подгайская, Олег Ходоско; российские композиторы Павел Карманов, Сергей Невский, Василий Щербаков и другие.
12-13 октября 2019 года совместно с Арт-мастерской «Талисман удачи» МГО «Белорусский союз музыкальных деятелей» был проведен Первый Открытый музыкальный конкурс «Ступени творчества» в различных номинациях для композиторов в возрасте от 9 до 35 лет.